# 西山秀哉
西山 秀哉（にしやま ひでや、1952年11月22日 - ）は、日本の機械工学者。プラズマ流体や磁気粘性流体（MR流体）・磁性流体等の機能性流体工学を体系化、応用展開した。東北大学名誉教授。大阪大学招へい教授、フォン・カルマン流体力学研究所客員教授、帝京大学客員教授を歴任。

## 略歴
1977年3月　東北大学工学部機械工学科卒業。1982年3月　東北大学大学院工学研究科博士課程修了。
1982年6月　秋田大学鉱山学部助手。1985年10月　秋田大学鉱山学部講師。1988年10月　秋田大学鉱山学部助教授。1989年3月　東北大学高速力学研究所助教授。
1990年3月　 フォン・カルマン流体力学研究所（ベルギー）客員教授
1997年4月　東北大学流体科学研究所教授。2004年4月　東北大学教育研究評議会評議員。2006年4月　東北大学流体科学研究所副所長。
2018年4月　東北大学を退職し、名誉教授。
2018年4月　大阪大学接合科学研究所招へい教授、東京工業大学特別研究員。2023年4月　足利大学研究員。2024年4月　帝京大学先端総合研究機構客員教授。

## 受賞および学会活動
- 1995年　日本機械学会賞奨励賞
- 1996年　（財）機器研究会流体科学研究賞
- 2001年　日本機械学会賞（論文）
- 2002年　日本混相流学会賞（論文賞）
- 2002年　日本機械学会流体工学部門フロンティア表彰
- 2003年　First Prime in the Competition on Fundamental Investigations in the Institute of Theoretical and Applied Mechanics(Siberian Branch of Russisan Academy of Sciences)
- 2006年　溶接学会溶接アーク物理研究賞
- 2008年　日本機械学会流体工学部門賞
- 2012年　可視化情報学会賞（映像賞）
- 2013年　日本機械学会東北支部技術研究賞
- 2013年　日本混相流学会賞（技術賞）
- 2017年　日本機械学会賞（論文）
- 2020年　日本混相流学会賞（業績賞）

　学会活動は、日本機械学会では、名誉員、功労者、フェロー、評議員、東北支部長、「機能性流体工学の先端融合化に関する研究分科会」主査、日本混相流学会では、名誉会員、理事、評議員、東北地区代表、「機能性流体のマルチスケール流動とシステム化に関する研究分科会」主査、論文審査委員長を務めた。社会的活動では、日本工学アカデミー会員、文部科学省、経済産業省、日本学術振興会および大学改革支援・学位授与機構、国内外の大学・研究機関の委員等を務めた。国際交流は、長年にわたり、ロシア科学アカデミーシベリア支部・理論及び応用力学研究所、チェコ科学アカデミー・プラズマ物理研究所との共同研究、また中国・清華大学、復旦大学、韓国・ソウル大学、インド・インド科学大学、米国・オハイオ州立大学等との学術交流を実施した。さらに原発被災地福島県浪江町の農業復興支援や地域歴史文化継承活動も展開している。

## 著書
- 機能性流体・知能流体（日本機械学会編）、コロナ社、2000年（分担）
- Thermal Plasma Torches and Technologies,Vol.2, Thermal Plasma and Applied Technologies, Research and Development,　Cambridge International Science Publishing,2001,（共著）
- 数値流体力学ハンドブック、丸善、2003年（分担）
- 機械工学便覧、基礎編α　4.流体工学（日本機械学会編）、丸善、2006年（分担）
- Nano-Mega Scale Flow Dynamics in Complex Systems,21 COE Lecture Series,Vol.12,Tohoku University Press,2008,（編集・分担）
- Progress in Biomass and Bioenergy Production(ed.S.S.Shaukat),InTech,2011（共著）
- プラズマ産業応用技術、シーエムシー出版、2017年（分担）
- プラズマ流動工学、東京図書出版、2021年（単著）